# Svenska Dagbladet
Svenska Dagbladet (ofte forkortet SvD) er en svensk avis, der blev grundlagt 18. december 1884. Blandt de svenske morgenaviser har Svenska Dagbladet med 194.900 eksemplarer det tredjestørste oplag efter Dagens Nyheter og Göteborgs-Posten. Politisk er avisen uafhængig moderat, hvilket betyder at den støtter det liberalkonservative parti Moderaterna.
Avisen, der er i tabloidformat, udgives i Stockholm og bringer nationale og internationale nyheder såvel som lokaldækning af hovedstadsregionen. Avisens abonnenter er koncentreret i Stockholm, men avisen distribueres i hele Sverige. Avisen ejes af den norske mediekoncern Schibsted. Avisens chefredaktør og ansvarlige udgiver har siden 2002 været Lena K. Samuelsson. Politisk chefredaktør siden 2004 er P.J. Anders Linder.
Siden 1925 har avisen belønnet en sportsudøver eller et hold med Svenska Dagbladets guldmedalje, der uddeles i slutningen af året.
Svenska Dagbladet består normalt af tre sektioner, alle i tabloidformat. Avisens hoveddel indeholder ledere, indenrigs og- og udenrigsnyheder, sport, samt blandt andet vejrmeldinger.
Sektionen Näringsliv er en økonomiavis med, børstabeller, nyheder om privatøkonomi, motor- og bådrelaterede nyheder og reportager. Om søndagen erstattes erhvervssektoren af en reportageavis kaldet N. Svenska Dagbladets näringslivs- och ekonomirelaterade nyheter.
Sektionen Kultur indeholder kulturnyheder, anmeldelser af musik, film og teater, reportage, samt tv- og radio-programmer. Fredag, lørdag og søndag erstattes kultursektionen af en reportageavis kaldet K.
Sektionen Idagsidan startede i 1974. Den første artikelserie havde navnet "Ont i själen" og handlede om psykiske lidelser. "Idagsidan" har afdelinger for psykologi, eksistentielle spørgsmål, mand-kvinde, børn og unge, samliv og sex, ægteskabsproblemer, samt krop og sundhed. Emnerne i artikelserierne har gennem årene ændret sig.

## Historie
Svenska Dagbladet blev grundlagt i 1884, og det første nummer udkom den 18. december samme år. Flere personer medvirkede ved grundlæggelsen af avisen, blandt de vigtigste var chefredaktør Axel Jäderin (1850-1925) og redaktør Oscar Norén (1844-1923). Løssalgprisen for hele Sverige var 10 øre. Det første nummer indeholdt overvejende vejrmeldinger og annnoncer men en af de store nyheder det år var anklagen for blasfemi mod August Strindberg på grund af sin novellesamling "Giftas".
I perioden 1885-1887 var avisen konservativ. Efter 1897 indtog den en mere liberal holdning og i 1910 blev den Högerpartiets (nuværende Moderaterne) avis. Siden 1977 har den kaldt sig uafhængig moderat, "hvilket indeholder en blanding af liberalkonservative idéer i markedsøkonomisk retning".